# Oakland Oaks (1962-1963)
Gli Oakland Oaks sono stati una franchigia di pallacanestro della American Basketball League (1961-1963) (ABL), con sede a Oakland.
Nati nel 1961 come San Francisco Saints, l'anno seguente si trasferirono a Oakland assumendo tale denominazione.

## Stagioni
| Stagione | Lega | Denominazione        | V  | P  | %    | Piazzamento | Play-off         |
| -------- | ---- | -------------------- | -- | -- | ---- | ----------- | ---------------- |
| 1961-62  | ABL  | San Francisco Saints | 19 | 17 | 52,8 | 2º          | Quarti di finale |
| 1962-63  | ABL  | Oakland Oaks         | 11 | 14 | 44,0 | 4º          | -                |